# Marko Ćetković
Marko Ćetković (cyr. czarn.: Mapкo Ћeткoвић, ur. 10 lipca 1986 w Titogradzie) – czarnogórski piłkarz występujący na pozycji pomocnika w FK Mornar Bar.

## Kariera klubowa
Karierę piłkarską Ćetković rozpoczął w FK Crvena Stijena, gdzie grał w juniorskich i młodzieżowych drużynach. W 2003 roku przeszedł do Mladostu Podgorica, występującego w pierwszej lidze serbsko-czarnogórskiej. Dwa lata później spadł z zespołem do drugiej klasy rozgrywek, a w trakcie sezonu 2005/06 trafił do Zety Golubovci. W 2006 roku zaczął z nią grać w nowo utworzonej lidze czarnogórskiej i po roku wywalczył z Zetą mistrzostwo kraju.
Latem 2007 roku Ćetković przeniósł się do Partizana Belgrad. Przez cały sezon 2007/08 rozegrał 6 ligowych spotkań. Zdobył wówczas mistrzostwo oraz Puchar Serbii. W 2008 roku wrócił do Czarnogóry, zostając zawodnikiem Mogrenu Budva. Wraz z klubem dwukrotnie został zwycięzcą ligi.
Od 2011 roku Ćetković występował w Jagiellonii Białystok. W Ekstraklasie zadebiutował 21 sierpnia w wygranym 2:1 meczu z Cracovią, gdzie w 61. minucie zmienił Dawida Plizgę. Sezon 2012/13 spędził na wypożyczeniach w tajlandzkim Buriram United, a następnie w Podbeskidziu Bielsko-Biała. Od sierpnia 2013 r. do lata 2014 reprezentował barwy Budućnosti Podgorica. W 2014 przeszedł do KF Laçi. Następnie grał w: FK Sarajevo, Partizani Tirana, Mladoscie Podgorica, a w 2018 przeszedł do Sutjeski Nikšić.
| Sezon       | Klub                       | Kraj                 | Rozgrywki           | Mecze | Bramki |
| ----------- | -------------------------- | -------------------- | ------------------- | ----- | ------ |
| 2003/04     | Mladost Podgorica          | Serbia i Czarnogóra  | Prva liga           | 11    | 0      |
| 2004/05     | Mladost Podgorica          | Serbia i Czarnogóra  | Prva liga           | 20    | 0      |
| 2005/06     | Mladost Podgorica          | Serbia i Czarnogóra  | Druga liga          | –     | –      |
| 2005/06     | FK Zeta                    | Serbia i Czarnogóra  | Prva Liga           | 10    | 0      |
| 2006/07     | FK Zeta                    | Czarnogóra           | Prva Liga           | 29    | 8      |
| 2007/08 (j) | FK Zeta                    | Czarnogóra           | Prva Liga           | 3     | 0      |
| 2007/08     | FK Partizan                | Serbia               | Super Liga          | 6     | 0      |
| 2008/09     | FK Mogren                  | Czarnogóra           | Prva Liga           | 28    | 7      |
| 2009/10     | FK Mogren                  | Czarnogóra           | Prva Liga           | 29    | 3      |
| 2010/11     | FK Mogren                  | Czarnogóra           | Prva Liga           | 30    | 8      |
| 2011/12     | Jagiellonia Białystok      | Polska               | Ekstraklasa         | 19    | 0      |
| 2012 (j)    | Buriram United             | Tajlandia            | Thai Premier League | 11    | 6      |
| 2012/13 (w) | Podbeskidzie Bielsko-Biała | Polska               | Ekstraklasa         | 9     | 0      |
| 2013/14     | Budućnost Podgorica        | Czarnogóra           | Prva Liga           | 28    | 6      |
| 2014/15     | KF Laçi                    | Albania              | Prva Liga           | 29    | 8      |
| 2015/16     | KF Laçi                    | Albania              | Prva Liga           | 16    | 3      |
| 2016/17     | FK Sarajevo                | Bośnia i Hercegowina | Premijer liga       | 10    | 1      |
| 2016/17     | Partizani Tirana           | Albania              | Prva Liga           | 16    | 1      |
| 2017/18     | Mladost Podgorica          | Czarnogóra           | Prva Liga           | 33    | 8      |
| 2018/19     | Sutjeska Nikšić            | Czarnogóra           | Prva Liga           |       |        |

## Kariera reprezentacyjna
Ćetković grał w reprezentacji Serbii i Czarnogóry U-17 i Czarnogóry U-21 (siedem spotkań). W dorosłej kadrze tego kraju zadebiutował 17 listopada 2010 roku w towarzyskim meczu z Azerbejdżanem.